# Lemke
Lemke ist ein Dorf in Niedersachsen. Es gehört zur Gemeinde Marklohe im Landkreis Nienburg/Weser. Lemke liegt westlich, 4 km entfernt, von der Kreisstadt Nienburg/Weser. Die Weser fließt östlich in 2 km Entfernung.

## Geschichte

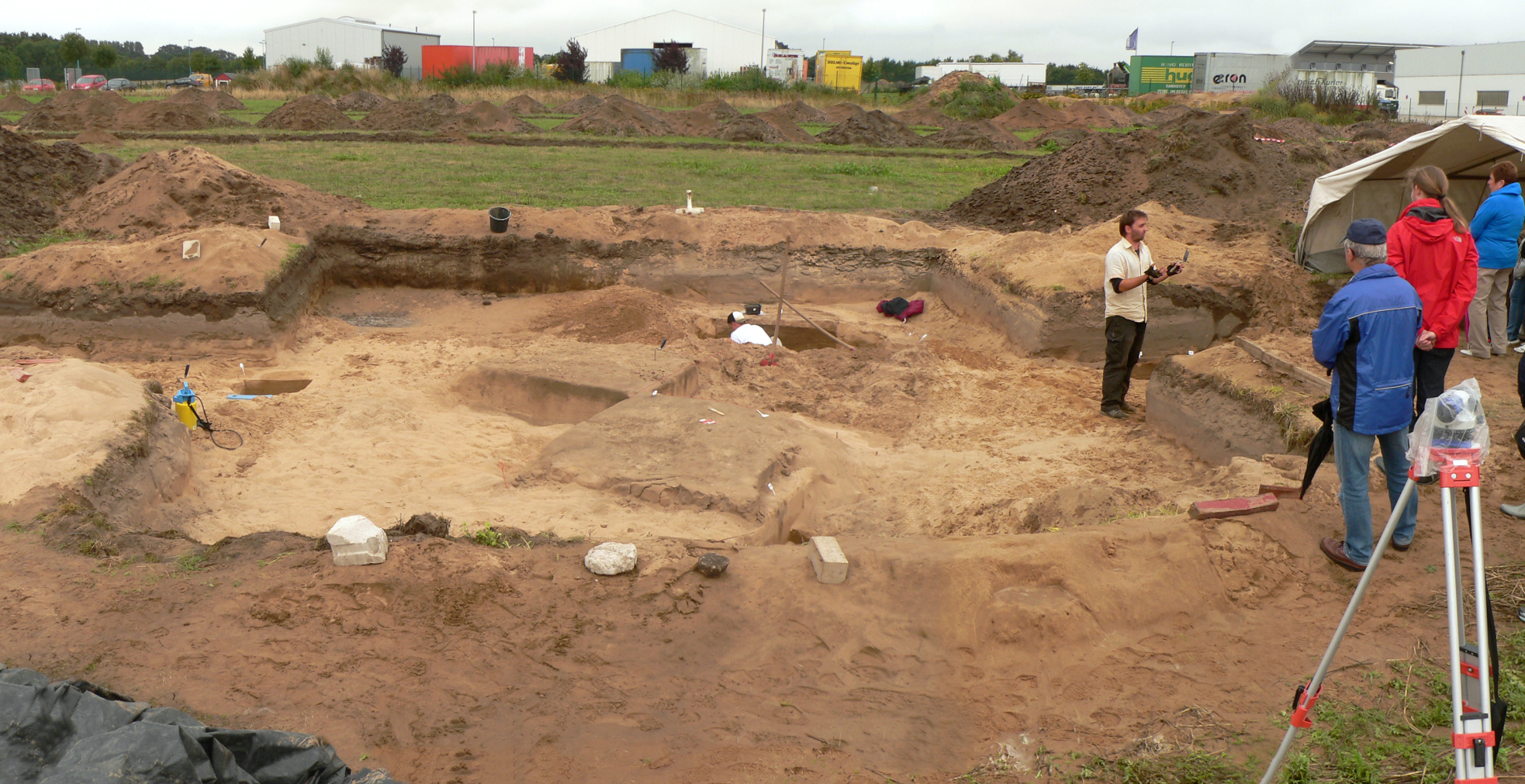
Ausgrabung des Ur- und frühgeschichtlichen Siedlungsplatz Lemke, 2013

Im südlich angrenzenden Gewerbegebiet an einem verlandeten Weserarm liegt mit dem Ur- und frühgeschichtlichen Siedlungsplatz Lemke ein Areal, das in der Jungsteinzeit um 2800 v. Chr. sowie der vorrömischen Eisenzeit bis zum Beginn der Römischen Kaiserzeit zwischen dem 5. Jahrhundert v. Chr. und dem 5. Jahrhundert n. Chr. phasenweise besiedelt war. Dies ergaben archäologische Untersuchungen seit etwa 2001.

## Wirtschaft und Infrastruktur

### Bildung
Im Dorf gibt es einen Kindergarten und eine Grundschule sowie eine Jugendwerkstatt. Der Turn- und Sportverein des Ortes besteht seit 1928.

### Verkehr
Lemke wird von mehreren Buslinien der VLN Nienburg angefahren. Das Dorf war früher durch die Bundesstraße 6 bzw. K 3 mit Nienburg/Weser verbunden; diese wurde jedoch verlegt und die ehemalige Straße im Frühjahr 2009 zum Teil zurückgebaut. In Lemke überquert eine 236 m lange Brücke der Bahnstrecke Nienburg–Rahden in Fachwerkkonstruktion aus Stahl und Eisen die Weser.